# Степанова, Лидия Ильинична
Ли́дия Ильи́нична Степа́нова (10 [22] января 1899, Рязань — 13 ноября 1962, Москва) — советский режиссёр неигрового кино. Лауреат пяти Сталинских премий (1947, 1948, 1949, 1950, 1951).

## Биография
Родилась в Рязани в семье мещанина Ильи Моисеевича Курпеля, мать — Ольга Семёновна Курпель — была домохозяйкой. После Мариинской женской гимназии поступила на Высшие женские курсы имени П. Ф. Лесгафта в Санкт-Петербурге. С 1918 года работала в конторе «Центрозакупок», затем секретарём коллегии в Главпродкоме в Рязани. С 1923 года в Москве на кинофабрике «Культкино». С 1925 года перешла в помощники режиссёра на Московскую кинофабрику «Совкино» (в дальнейшем «Союзкино» и «Союзкинохроника», также работала редактором-монтажёром. С 1928 года — режиссёром.
С осени 1941 года работала на базе Куйбышевской студии кинохроники, куда уехала вместе с эвакуированной киностудии из Москвы. Летом 1943 года — в частях Западного фронта на съёмках фильма «Орловская битва».
Зимой 1952/1953 годов из-за неодобрения фильма «По Краснодарскому краю» (1952) Сталиным вместе с членами съёмочной группы была уволена со студии с лишением права работать в кино. Восстановлена на «Моснаучфильме» уже после смерти Сталина.
Автор множества сюжетов для кинопериодики: «Новости дня», «Пионерия», «Советское искусство», «Союзкиножурнал» и другой. Член Союза кинематографистов СССР с 1957 года.
Скончалась 13 ноября 1962 года. Похоронена на Новом Донском кладбище.

### Семья
- первый муж — Израиль Натанович Певзнер (1888—1946), служащий[2];
- второй муж — Владимир Леонидович Степанов (1895—1938), оператор, режиссёр, организатор кинопроизводства, расстрелян за «участие в контрреволюционной террористической организации», реабилитирован в 1957 году[5];
  - дочь — Мариам Владимировна Степанова (1917—2005), научный сотрудник в Московском институте цветных металлов и золота имени М. И. Калинина[2];
    - внук — Александр Ефимович Рацимор (род. 1941), режиссёр неигрового кино[2];
- третий муж — Рафаил Борисович Гиков (1905—1946), оператор и кинорежиссёр-документалист[2].

## Фильмография
- 1927 — Манифест
- 1928 — Похороны А. Д. Цюрупы
- 1929 — По Бурято-Монголии
- 1932 — Слово большевика
- 1932 — Дворец Советов
- 1933 — Динамо
- 1934 — Обновлённая земля
- 1935 — День авиации
- 1935 — Есть метро! (совместно с Е. Петуховой)
- 1935 — Метрополитен им. Л. М. Кагановича
- 1936 — 6 января — день всесоюзной переписи населения
- 1936 — В дружественной Монголии
- 1936 — Джигиты солнечного Таджикистана
- 1936 — Молодость (совместно с Ф. Киселёвым)
- 1936 — На Камчатке
- 1936 — Наш Горький
- 1936 — Радостное детство (совместно с Е. Петуховой)
- 1937 — 1 Мая в Москве (совместно с М. Слуцким, И. Сеткиной)
- 1937 — Двадцатый Май (совместно с М. Слуцким, И. Сеткиной)
- 1937 — День в парке
- 1937 — Есть метро
- 1937 — Обыкновенная женщина
- 1937 — Парк культуры и отдыха
- 1937 — Советская женщина
- 1938 — Сталинская забота
- 1939 — Дворец Советов
- 1939 — Одиннадцать столиц (совместно с Р. Гиковым)
- 1940 — Дорога в будущее (совместно с Р. Гиковым)
- 1940 — Скульптор Меркулов
- 1940 — Флаг поднят! (совместно с М. Фиделевой)
- 1941 — XXIV-й Октябрь в г. Куйбышеве
- 1942 — Дети Родины
- 1942 — Молодёжь защищает Родину
- 1942 — Письмо на фронт
- 1943 — Хлеб фронту
- 1944 — Орловская битва (совместно с Р. Гиковым)
- 1944 — Победа в Тунисе
- 1944 — Восьмой удар
- 1946 — Советская Эстония
- 1947 — Москва — столица СССР (совместно с Ф. Киселёвым)
- 1948 — Демократическая Венгрия
- 1949 — 1 мая 1949 года (совместно с И. Сеткиной)
- 1950 — Советский Казахстан
- 1951 — Советский Узбекистан
- 1952 — По Краснодарскому краю
- 1955 — Северный полюс
- 1955 — Солнечный камень
- 1957 — Это касается каждого из нас (совместно с Н. Тушмаловой)
- 1958 — Имени Чайковского
- 1958 — К новому расцвету культуры
- 1959 — На манеже — юность
- 1959 — Путешествие в мир электроники
- 1959 — Рассказы о семилетнем плане. Культура принадлежит народу
- 1961 — Композитор Сергей Прокофьев (совместно с З. Григорьевой)
- 1962 — Музыкальная весна

## Награды и премии
- орден «Знак Почёта» (14 апреля 1944)[2];
- медаль «За доблестный труд в Великой Отечественной войне 1941—1945 гг.» (1945)[2];
- Сталинская премия первой степени (10 июня 1947) — за фильм «Советская Эстония» (1946)[3];
- медаль «В память 800-летия Москвы» (1948)[2];
- Сталинская премия второй степени (1948) — за фильм «Москва — столица СССР» (1947)[3];
- Сталинская премия второй степени (1949) — за фильм «Демократическая Венгрия» (1948)[3][6];
- Сталинская премия второй степени (1950) — за фильм «1 мая 1949 года»[3];
- Сталинская премия третьей степени (1952) — за фильм «Советский Казахстан» (1950)[3].